# Melissa Fahn
Melissa Fahn (New York, 28 april 1967) is een Amerikaanse actrice, stemactrice en zangeres.

## Biografie
Fahn is geboren in New York en groeide op in Long Island (New York), in haar kinderjaren verhuisde haar familie naar Huntington Beach (Californië). Fahn heeft drie broers.  Haar vader werkte in een televisieproductiebedrijf, dit zorgde ervoor dat zijn kinderen opgegroeid zijn met de showbizz wereld; twee broers zijn ook acteur. Op driejarige leeftijd begon Fahn met het leren van zingen en dansen, op twaalfjarige leeftijd maakte zij haar debuut in de theater met een musical en begon met het nemen van privélessen van acteren, dansen en zingen. Hierna heeft ze een hele carrière opgebouwd in het theater over het hele land. Fahn ging studeren aan de California State University - Long Beach maar verliet deze school na één jaar om zich helemaal te wijden aan haar acteercarrière. Met haar werk als receptioniste wekte haar stem de interesse van een castingagent en haalde haar over om voor hem te gaan werken voor het inspreken van de Betty Boop tekenfilmserie. Hierdoor werd haar carrière een enorme impuls gegeven. Haar televisiecarrière bestaat voornamelijk uit het inspreken van (voornamelijk Japanse) animatiefilms en series.
Fahn begon in 1972 met stem acteren in de animatiefilm Panda Kopanda. Hierna heeft ze nog meer dan 185 rollen gespeeld (zowel met stem als met acteren) in films en televisieseries zoals The Ren & Stimpy Show (1993-1994), Arc the Lad (1999), Love Hina (2000), Digimon: Digital Monsters (2001-2003), Noein: Mô hitori no kimi he (2005-2006), Invader Zim (2001-2006) en Digimon Data Squad (2006-2008). 
Fahn is in 2002 getrouwd. Fahn bracht in 2007 haar debuutalbum uit met de titel Avignon die geproduceerd is door haar man en de stijl is R&B.

## Filmografie[4]

### Animatiefilms
Selectie:
- 2002 Love Hina Again – als Kanako Urashima (Engelse stem)
- 2001 Cowboy Bebop: Tengoku no tobira – als Edward (Engelse stem)
- 2001 Love Hina Spring Special – als schoolmeisje (Engelse stem)
- 1998 Mezzo forte – als Mikura (Engelse stem)
- 1989 Betty Boop’s Hollywood Mystery – als Betty Boop
- 1973 Panda kopanda amefuri sâkasu no maki – als Engelse stem
- 1972 Panda Kopanda – als Engelse stem

### Televisiefilms
- 2011 Tick Tock Boom Clap - als Sara
- 2000 Fast Food – als Cookie
- 1988 Salsa – als danseres

### Animatieseries
Selectie:
- 2020 - 2022 Ghost in the Shell SAC_2045 - als Tachikoma - 21 afl.
- 2019 - 2022 Miraculous: Tales of Ladybug & Cat Noir - als Duusu - 5 afl.
- 2020 - 2021 My Next Life as a Villainess: All Routes Lead to Doom! - als Maria Campbell - 10 afl.
- 2017 - 2020 Boruto: Naruto Next Generations - als diverse stemmen - 40 afl.
- 2017 - 2019 OK K.O.! Let's Be Heroes - als diverse stemmen - 21 afl.
- 2019 Revisions - als Mukyu - 12 afl.
- 2018 Lost Song - als Finis - 12 afl.
- 2014 - 2018 The Seven Deadly Sins - als Friesia - 4 afl.
- 2017 Children of the Whales - als Lykos - 12 afl.
- 2016 Kuromukuro - als Sophie Noel - 26 afl.
- 2016 Magi: Sinbad no Bouken - als Esra - 13 afl.
- 2013 - 2015 Digimon Xros Wars - als Nene Amano - 54 afl.
- 2013 Cho Jigen Game Neptune the Animation - als Neptune / Purple Heart - 13 afl.
- 2006 – 2008 Digimon Data Squad – als Kristy Damon (Engelse stem) – 6 afl.
- 2001 – 2006 Invader Zim – als diverse Engelstalige stemmen – 21 afl.
- 2005 – 2006 Noein: Mô hitori no kimi he – als Haruka Kaminogi (Engelse stem) – 24 afl.
- 2001 – 2003 Digimon: Digital Monsters – als diverse Engelse stemmen – 13 afl.
- 2001 Mahoromatic – als diverse Engelse stemmen - ? afl.
- 2000 Rabu Hina – als schoolmeisje (Engelse stem) - ? afl.
- 2000 Hello Kitty – als Kitty (stem) - ? afl.
- 1998 - 1999 Cowboy Bebop - als Edward Wong Hau Pepelu Tivruski IV - 16 afl.
- 1997 - 1998 Vampire Princess Miyu - as diverse stemmen - 4 afl.

### Televisieseries
- 2007 Passions – als jonge Ezmeralda – 1 afl.
- 1998 The Eddie Files – als serveerster – 1 afl.
- 1993 Beverly Hills, 90210 – als studente in het zwart – 1 afl.

### Computerspellen
Selectie:
- 2012 Fire Emblem Awakening - als Maribelle
- 2006 Blue Dragon – als diverse Engelse stemmen

## Theaterwerk[5]

### Broadway, New York
- Wicked – als Glinda
- Camille – als ??

### Los Angeles
Selectie: 
- Wicked – als Glinda
- Grease – als Marty Maraschino
- The Sunshine Boys – als de verpleegster
- Sweeney Todd – als Johanna
- Bells Are Ringing – als ??

### Denver
- West Side Story – als Maria
- Singin' in the Rain – als Kathy Selden

### Tournee
- Wicked
- Evita
- Camelot